# Alain Schmitt
Pour les articles homonymes, voir Schmitt.
Alain Schmitt est un judoka français, né le 2 novembre 1983 à Forbach. Il a évolué dans la catégorie des moins de 81 kg et participé à diverses compétitions mondiales, notamment aux Jeux olympiques de Londres en 2012 où il a été battu en huitième de finale, et aux Championnats du monde de 2013 à Rio de Janeiro où il a été médaillé de bronze.
Il devient ensuite entraineur au sein de l’Étoile sportive du Blanc-Mesnil Judo, poste qu'il quitte en 2021. Il est depuis 2022 entraîneur de l'équipe nationale de Bulgarie.

## Biographie

### Enfance et jeunesse
Né en 1983 à Forbach en Moselle, Alain Schmitt vit ensuite à Petite-Rosselle dans le même département.

### Carrière
Il est successivement membre du Racing Club de France, avec pour entraîneur le champion polonais Waldemar Legień, puis du Levallois Sporting Club au côté de Teddy Riner, avec Christian Chaumont comme entraîneur.
Il est membre de l’équipe de France de judo pendant une dizaine d’années à partir des années 2005 et devient champion du monde par équipe en 2011 à Paris.
Il est médaillé de bronze aux Championnats du monde de 2013 à Rio de Janeiro dans la catégorie des moins de 81 kg. Aux Championnats du monde de 2014 à Tcheliabinsk, il estime avoir été volé de sa victoire dans son combat contre le Géorgien Avtandil Tchrikishvili, vainqueur du tournoi mais qu’il a trouvé insuffisamment offensif : il termine à la cinquième place sans médaille.
Après sa carrière en compétition, il devient en 2016 entraineur de l’équipe féminine de l’Étoile sportive du Blanc-Mesnil Judo (ESBM Judo), où il dirige notamment les championnes Margaux Pinot et Madeleine Malonga,, équipe qu’il mène au succès aux Championnats de France de 2018.
En novembre 2021 est annoncée sa nomination comme entraîneur adjoint de l’équipe féminine de judo d'Israël sous la direction de Shani Hershkoo. Cette nomination est mise en suspens par la Fédération israélienne de judo en raison d'événements relevant de la vie privée de l'entraîneur. Il devient finalement, à partir de février 2022, entraîneur de l'équipe nationale de Bulgarie,,.

### Vie privée
Le dimanche 28 novembre 2021, alors qu’Alain Schmitt s’apprête à quitter l'appartement de sa compagne, la judoka Margaux Pinot, au Blanc-Mesnil, ceci en prévision de son départ le jour même pour Israël, il est arrêté par la police pour des faits de violences conjugales, puis placé en garde à vue pendant quarante-huit heures,. Jugé en comparution immédiate, il est relaxé dans la nuit du mardi 30 novembre au mercredi 1er décembre par le tribunal correctionnel de Bobigny qui estime n'avoir « pas assez de preuves de culpabilité ». Le parquet fait appel de la décision. Les jours qui suivent, les deux athlètes s’affrontent par médias interposés, sur les réseaux sociaux, lors de conférences de presse ou au cours d’interviews sur les chaînes d’information continue.
Le 10 juin 2022, au terme de sept mois de procédure, la cour d'appel de Paris confirme la relaxe d'Alain Schmitt,. Quelques jours plus tard, l'entraîneur dénonce le « parti pris » de plusieurs personnalités politiques et coéquipiers qui s'étaient exprimés dans la presse à son sujet en plein mouvement MeToo : « C’était bien à l’époque de suivre ce mouvement de "la violence a un sexe, les hommes, c’est des violents, une femme c’est pas violent" alors qu’on est simplement des êtres humains avec nos défauts et nos qualités. »

## Palmarès

### Jeux olympiques d'été 2012
Éliminé en huitième de finale par Emmanuel Lucenti.

### Individuel

#### Championnats du monde
- Médaille de bronze aux championnats du monde 2013[2].
- Médaille d’or par équipe aux championnats du monde 2013.
- Médaille de bronze aux championnats du monde universitaires 2006.

Championnat d'Europe
- Médaille de bronze aux championnats d'Europe des -23 ans 2005.
- Médaille d'argent aux championnats d'Europe juniors 2002.

#### Championnats de France
- Médaille d'argent aux championnats de France 2010 ;
- Médaille d'or aux championnats de France 2009 ;
- Médaille de bronze aux championnats de France 2008 ;
- Médaille d'argent aux championnats de France 2007 ;
- Médaille de bronze aux championnats de France 2005 ;
- Médaille d'or aux championnats de France juniors 2002 ;

#### Autres tournois
- Médaille d'argent au Tournoi Grand Prix de Budapest 2015 ;
- Médaille de bronze au Tournoi Grand Prix de Budapest 2014 ;
- Médaille d'argent au Tournoi Grand Chelem de Bakou 2013 ;
- Médaille d'or au tournoi de la World Cup de Lisbonne en 2012 ;
- Médaille d'argent au Tournoi Grand Prix de Düsseldorf 2012 ;
- Médaille d'argent au Tournoi Grand Prix de Qingdao 2011 ;
- Médaille d'or au grand prix d'Amsterdam en 2011 ;
- Médaille de bronze au Tournoi Grand Chelem de Paris 2011.

### Par équipes
- Médaille d'argent aux championnats de France 2016 ;
- Médaille de bronze aux championnats de France 2015 ;
- Médaille de bronze Golden League avec Levallois 2014 ;
- Médaille de bronze aux championnats d'Europe 2014 ;
- Médaille d'argent à la Coupe d'Europe des Clubs 2013 ;
- Médaille d'or à la Coupe d'Europe des Clubs 2011 ;

- Médaille d'or aux championnats du monde 2011 ;
- Médaille de bronze à la Coupe d'Europe des Clubs 2008 ;
- Médaille d'or aux championnats de France 2007, 2008, 2009, 2011, 2013, 2014 ;
- Médaille de bronze aux championnats du monde 2006.